# گردان کاستوش کالینوتسکی
گردان کاستوش کالینوتسکی(KKB, اوکراینی: Батальйон імені Кастуся Калиновського (به بلاروسی: Батальён імя Кастуся Каліноўскага)) گروهی از داوطلبان بلاروسی هستند که برای دفاع از اوکراین در برابر آفند روسیه در سال ۲۰۲۲ پایه‌گذاری شده‌است.
گزارش شده‌است که تا مارس ۲۰۲۲، بیش از هزار بلاروسی برای پیوستن به این واحد درخواست داده‌اند.

## تاریخچه

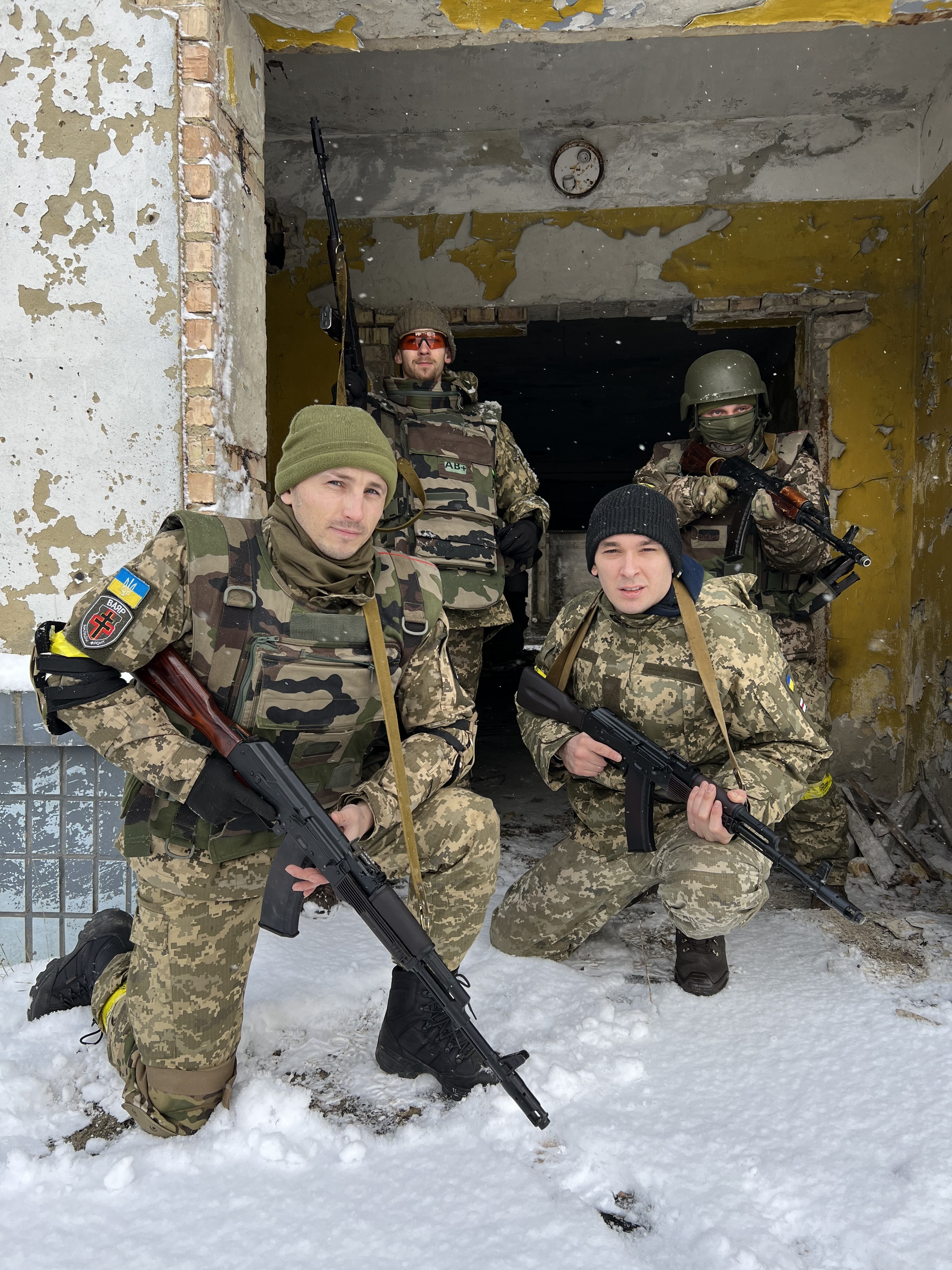
چند عضو KKB در ۸ مارس ۲۰۲۲.

نخستین گروه داوطلب خارجی در اوکراین در طول جنگ روسیه و اوکراین، گروه تاکتیکی «بلاروس» بود که در سال ۲۰۱۵ در طول جنگ در دونباس پایه‌گذاری شد.
نام این گردان به افتخار کاستوش کالینوتسکی، رهبر بلاروسی سده نوزدهمی در خیزش ژانویه ۱۸۶۳ علیه امپراتوری روسیه گرفته شده‌است. گزارش شده‌است که تا ۵ مارس ۲۰۲۲، حدود ۲۰۰ بلاروس به گردان پیوسته‌اند. شعار آنها این است: «نخست اوکراین، سپس بلاروس.»
در ۲۵ مارس ۲۰۲۲، گزارش شد که گردان سوگند یاد کرده و رسماً در ارتش اوکراین پذیرفته شده‌است. در ۲۹ مارس ۲۰۲۲، داوطلبان گردان در کنار سربازان اوکراینی برای بازپس‌گیری ایرپین جنگیدند.

## واکنش‌ها
ایجاد این گردان توسط سوتلانا تیخانوفسکایا، رهبر مخالفان بلاروس تأیید شد. او خاطرنشان کرد که «افرادی بیشتری از بلاروس برای کمک به اوکراینی‌ها برای دفاع از کشورشان می‌پیوندند». الکساندر لوکاشنکو، رئیس‌جمهور بلاروس، از متحدان ولادیمیر پوتین، رئیس‌جمهور روسیه، داوطلبان را «شهروندان دیوانه» خواند.